# Carles Duarte
Carles Duarte i Montserrat (n. Barcelona, España; 16 de septiembre de 1959), poeta, lingüista y político español. 

## Biografía
Carles Duarte i Montserrat nació en Barcelona el 16 de septiembre de 1959. Durante su entrada en la Universidad de Barcelona ya destacó por sus inquietudes inclinadas hacia el campo de la lingüística y la poesía. El 1981 obtuvo la licenciatura en filología catalana y, finalmente, en 1984 destacó con una tesis muy bien elaborada que estudiaba con detenimiento el vocabulario jurídico del Llibre de les Costums de Tortosa (Código de las costumbres de Tortosa).

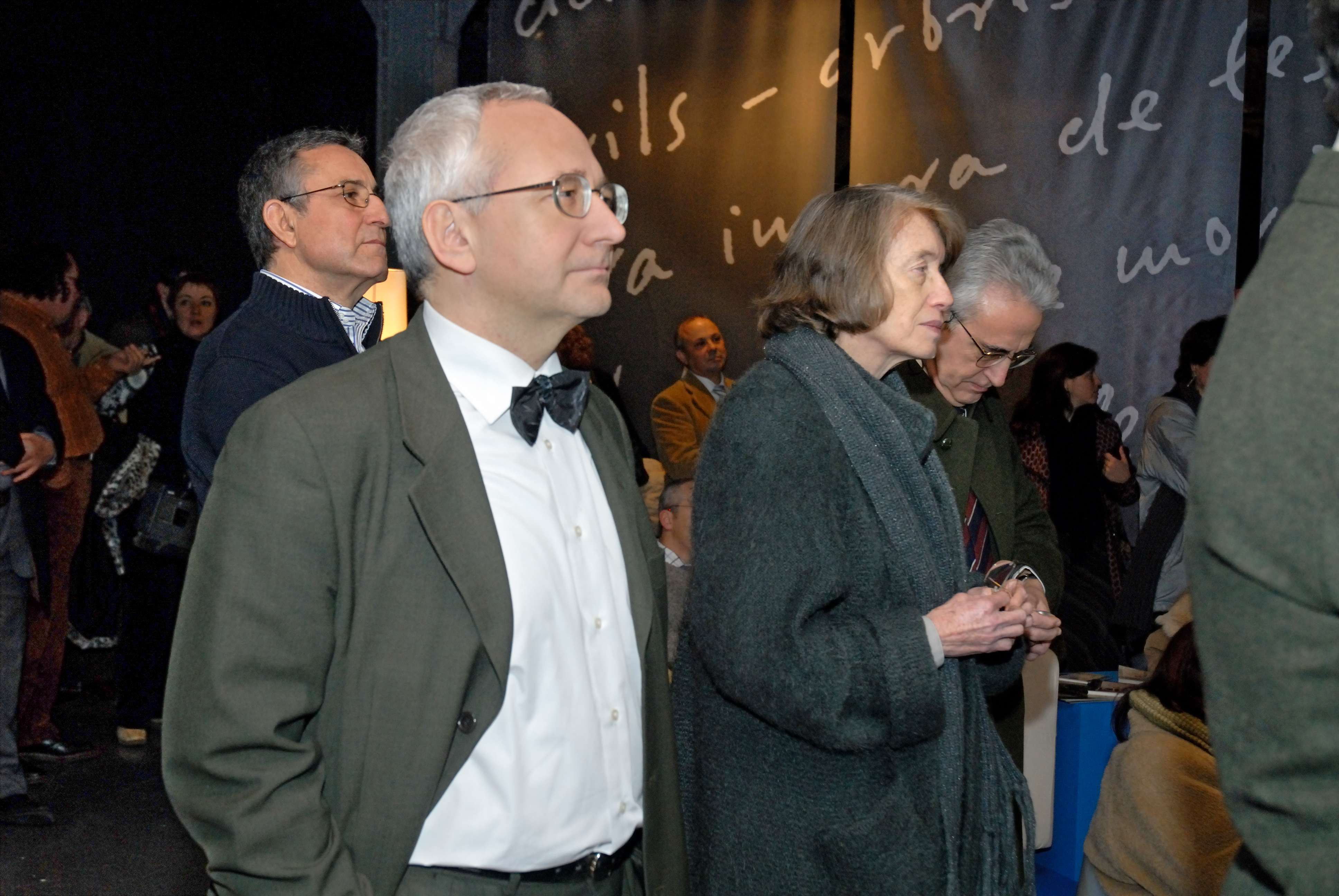
Carles Duarte en el Museo de Historia de Cataluña en 2006.

Durante el período de 1978-1981 destacó su cargo como secretario de los Cursos de Lengua Catalana y de la Comisión Sociolingüística en la Universidad de Barcelona. Por fin, en 1979, bajo un estudio riguroso que comportó muchas horas de trabajo conjuntamente con el profesor Antoni M. Badia i Margarit, publicó su opera prima titulada Formulari administratiu: aplicat especialment a la Universitat, consistente en un estudio sobre el establecimiento del lenguaje administrativo. Desde ese momento, Duarte no perderá el contacto con Badia i Margarit, puntualizando de vez en cuando nuevos proyectos e investigaciones lingüísticas hasta llegar a la nueva publicación del libro Síntesi d'història de la llengua catalana (Síntesis de historia de la lengua catalana) en 1981, elaborado conjuntamente con A. M. Badia i Margarit y M. Àngels Massip i Bonet. Aquel mismo año, Carles Duarte entrará en la Escuela de Administración Pública de Cataluña, donde permanecerá hasta 1989.
Uno de los hechos más destacables de su biografía será la relación profesional y de amistad que mantendrá con el profesor Joan Coromines, especialmente entre los años 1979 y 1989, donde colaboró activamente con este profesor para la elaboración de su Diccionari etimològic i complementari de la llengua catalana (“Diccionario etimológico y complementario de la lengua catalana”), una herramienta hoy día imprescindible para todos los estudiantes y estudiosos de la lengua catalana y su relación histórica y lingüística. Aunque su faceta poética ya hacía tiempo que florecía íntimamente, Duarte i Montserrat no la manifestará públicamente hasta la edición de su primer libro de poesía, Vida endins, de la Editorial Moll el año 1984, cuando tenía 25 años de edad. 
Entre 1983 y 1989 fue presidente de la Fundació Catalunya, creada por Joaquim Fons. Posteriormente, ha trabajado en diferentes cargos importantes, entre otros: encargado del Servei d'Assessorament Lingüístic (Servicio de asesoramiento lingüístico), subdirector general de Formació d'Adults, encargado del área de Imagen Institucional, director general de Difusión y miembro de la Junta Permanente del Catalán y de la Comisión Asesora del lenguaje administrativo.
Ha sido vicepresidente por Cataluña en la Junta de la Asociación de Escritores en Lengua Catalana; así como también, entre 1995 y 2007, ha ostentado el cargo de presidente de los premios Premis Recvll de Blanes mientras que, al mismo tiempo, no ha dejado de colaborar como jurado en numerosos premios de poesía de todo el territorio catalán.
Dentro del ámbito social y político es importante hacer referencia a su labor como secretario general de la Presidencia de la Generalidad de Cataluña durante el gobierno de Jordi Pujol con Convergència i Unió (CiU). También fue vicepresidente del Foro Universal de las Culturas Barcelona 2004 y es el patrón honorífico de la Fundación Foro Universal de las Culturas. 

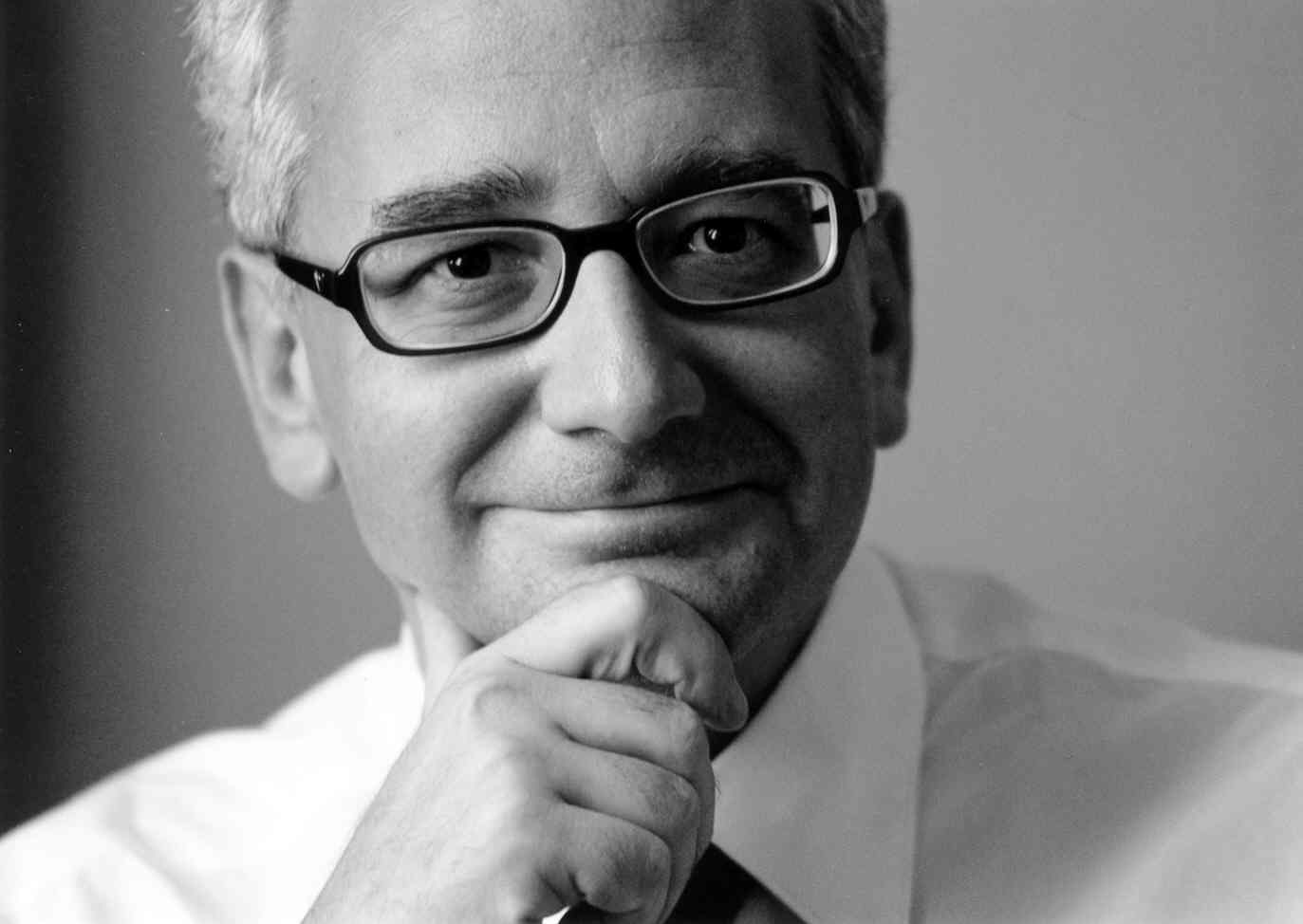
Carles Duarte i Montserrat

En 1983 fundó juntamente con otros la Revista de “Llengua i Dret” (Lengua y Derecho), siendo su director hasta abril de 2003. Actualmente forma parte del consejo de redacción de esta misma publicación. Colabora habitualmente en periódicos como Avui, El Periódico de Catalunya, Segre, Diari de Girona, Regió 7 y El 9 Nou, escribiendo artículos de toda clase. Participa en los consejos de las revistas Idees, Discurso y Sociedad y Revista de l'Alguer. Ha sido profesor de lenguajes de especialidad y comunicación en varias universidades de Cataluña, Comunidad Valenciana, Baleares e Italia.
Ha dirigido la Fundación Lluís Carulla y preside la Comisión de Cultura de la Sociedad Económica Barcelonesa de Amigos del País; es secretario del Círculo del Museo de Historia de la Ciudad de Barcelona y patrón de la fundación Amigos del MNAC. Actualmente es presidente del Consell Nacional de la Cultura i de les Arts, CoNCA; y dirige la Institució Cultural del CIC. 

## Obra
Como escritor, ha sido incluido en el volumen IV de la Antología de poetas catalanes de los profesores Martín de Riquer, Giuseppe Grilli y Giuseppe Sansone, a la antología Non à la guerre, publicada en Francia con el poeta Lionel Ray como responsable literario, y en la Antología de la poesía catalana actual publicada a Buenos Aires por Alberto José Miyara. Ha participado al Festival Internacional de Poesía de Barcelona (1998) y ha hecho lecturas de poemas en Catalunya, Reykiavik, Melbourne, París, Burdeos, Buenos Aires, Rosario, Roma, Verona, el Alguer, Rumania, Madrid, Murcia, Zaragoza,... Ha prologado y presentado libros de diversos autores.
La siguiente información sobre las obras publicadas del autor ha sido extraída de la página web de la Asociación de Escritores en Lengua Catalana.
Poesía
1. Vida endins (Vida adentro). Palma: Moll, 1984.
2. Paisatges efímers (Paisajes efímeros). Barcelona: Columna, 1989.
3. La pluja del temps (La lluvia del tiempo). Barcelona: Columna, 1990.
4. La pell del somni (La piel del sueño). Barcelona: Columna, 1991.
5. Llavis de terra (Labios de tierra). Barcelona: Columna, 1993.
6. Auca de la llengua (Auca de la lengua) [con dibujos de Pilarín Bayés], Joves per la Llengua, 1994.
7. Terra (Tierra). Barcelona: Columna, 1994.
8. Cohèlet (Cohelet). Barcelona: Columna, 1996.
9. Ben Sira (Ben Sira). Barcelona: Columna, 1996.
10. Qumran (Qumrán). Barcelona: Columna, 1997.
11. D'una terra blava (De una tierra azul). Palma: Moll, 1997.
12. Khepri (Khepri). Barcelona: Columna, 1998.
13. Ha-Cohen (Ha-Cohen) [ed. bilingüe catalán-castellano]. Barcelona: Seuba, 1999; Barcelona: Comte d'Aure, 2004.
14. El somni (El sueño). Barcelona: La Magrana, 2000.
15. Tot passa en el silenci (Todo pasa en el silencio) [Poema del catálogo homónimo del pintor Antonio Hervàs, que ilustra una serie de cinco cuadros]. Edición particular, 2000, 6 páginas.
16. El silenci (El silencio). Barcelona: La Magrana, 2001.
17. La llum (La luz) [Fotografías de Francesc Guitart. Presentación de Miquel Martí i Pol]. Perspectiva Editorial Cultural, 2001.
18. Tríptic hebreu. (Tríptico hebreo) Barcelona: La Magrana, 2002; [Prólogo de Marie-Claire Zimmermann]. València: Ed. 3i4, 2004.
19. Primavera d'hivern (Primavera de invierno) [Fotografías de Kim Castells]. Barcelona: March editor, 2002.
20. El centre del temps (El centro del tiempo). Barcelona: Edicions 62, 2003.
21. Els immortals (Los inmortales). València: Tres i Quatre, 2006.
22. Miratges (Mirajes) [Fotografías de Francesc Guitart]. Lleida: Pagès editors, 2006.

Novela
1. Somnis (Sueños). Barcelona: Columna, 1994.
2. Cèrcols de llum (Cercos de luz). Les Gunyoles d'Avinyonet: Vilatana, 1999.
3. Ulls encendrats (Ojos cenizos). València: Ed. 3i4, 2005.

Traducción
1. Responsabilitat lingüística d'obres traduïdes (Responsabilidad lingüística de obras traducidas).
2. Retrats de mars d'Hélène Dorion (Retratos de mar de Hélène Dorion) Ed. La Magrana, 2000, 120 páginas.
3. Arcilla y aliento. Antología 1983-2001 de Hélène Dorion [traducción al castellano, en colaboración con José Ramón Trujillo]. TDR ediciones / SIAL ediciones, 2001.
4. Después de todo de Miquel Martí Pol. Premio Internacional de poesía Laureà Mela 2002 (traducción al castellano, en colaboración con Emili Suriñach) DVD Ediciones, 2002, 96 páginas.
5. Orígenes d'Hélène Dorion [traducción al castellano]. Pen Press, 2003.
6. Un rostre recolzat contra el món d'Hélène Dorion (Un rostro recodado contra el mundo de Hélène Dorion). Lleida: Pagès Editors, 2003.
7. Sense límit, sense final del món (Sin límite, sin final del mundo) de Hélène Dorion. Revista de poesía "Reduccions", núm. 78.
8. Siete poemas d'Hélène Dorion [traducción al castellano en colaboración con José Ramón Trujillo]. Arena, suplemento cultural de Excelsior, año 7, tomo 7, sábado 30 de abril de 2005, número 323, México.
9. Atrapar: los lugares [poemas de Hélène Dorion traducidos al castellano]. Galerna. Revista Internacional de Literatura, vol. III, Montclair Sate University, 2005.
10. Poemas, de Màrius Sampere, "Fractal", núm 28, México, pp. 55-64.
11. Diálogo con Dios y otros poemas, de Bejan Matur, Letter Press Broadsides (Nova York), Poetry Series, 17, 2006.
12. L'histoire est finie (Sonnet disparaissant) / La història s'ha acabat (Sonet que desapareix), de Jean Portante, "Reduccions", núm. 85, 2006, p. 84-99.

## Reconocimientos
1. Premio "Cadaqués a Rosa Leveroni" (1995): Cohèlet.
2. Premio "Vila de Martorell" (1996): Ben Sira.
3. Premio "Ciutadà Europeu" (diciembre de 2002), concedido por el Foro Europa en 2001.
4. Chevalier des arts et des lettres de la "República Francesa".
5. Premio de la Crítica "Serra d'Or" de Poesía (2004).
6. Premio FIEC (Federación Internacional de Entidades Catalanas) (2004).
7. Premio APPEC (Asociación de Publicaciones Periódicas en Catalán) (2004).
8. Creu de Sant Jordi (2007).